# Ma trận sơ cấp
Trong toán học, một ma trận sơ cấp là một ma trận chỉ khác biệt với ma trận đơn vị bằng duy nhất một phép biến đổi hàng sơ cấp. Các ma trận sơ cấp tạo ra nhóm tuyến tính tổng quát GLn(R) khi R là một trường. Phép nhân ma trận sơ cấp vào phía bên trái biểu diễn biến đổi hàng sơ cấp, trong khi nhân ma trận sơ cấp vào phía bên phải biểu diễn biến đổi cột sơ cấp.
Các phép biến đổi hàng sơ cấp được sử dụng trong phép khử Gauss để đưa một ma trận về dạng hàng bậc thang. Chúng cũng được tiếp tục sử dụng trong phép khử Gauss-Jordan để tối giản ma trận về dạng hàng bậc thang rút gọn.

## Các phép biến đổi hàng sơ cấp
Có ba loại ma trận sơ cấp, tương đương với ba phép biến đổi hàng sơ cấp (hay cột sơ cấp):
Đổi chỗ hàng
Một hàng trong ma trận có thể được đổi chỗ với một hàng khác
{\displaystyle R_{i}\leftrightarrow R_{j}}
Nhân một hàng với một vô hướng
Mỗi phần tử trong một hàng của ma trận có thể được nhân lên một bội số không đổi khác 0. Đây còn gọi là phóng đại một hàng.
{\displaystyle kR_{i}\rightarrow R_{i},\ {\mbox{với }}k\neq 0}
Cộng hàng
Một hàng có thể được cộng thêm với một bội số của một hàng khác.
{\displaystyle R_{i}+kR_{j}\rightarrow R_{i},{\mbox{với }}i\neq j}
Nếu E là một ma trận sơ cấp, như được mô tả dưới đây, để thực hiện biến đổi hàng sơ cấp trên một ma trận A, ta nhân A với ma trận sơ cấp vào bên trái, EA. Ma trận sơ cấp cho một biến đổi hàng bất kỳ thu được bằng cách thực hiện biến đổi hàng đó trên ma trận đơn vị. Điều này có thể được hiểu như là một ví dụ của bổ đề Yoneda áp dụng lên đối tượng là các ma trận.

### Phép đổi chỗ hàng
Loại phép biến đổi hàng thứ nhất lên một ma trận A  đổi chỗ tất cả các phần tử của ma trận trên một hàng thứ i với các phần tử trên hàng thứ j. Ma trận sơ cấp của phép biến đổi này thu được bằng cách đổi chỗ hàng thứ i với hàng thứ j của ma trận đơn vị.
{\displaystyle T_{i,j}={\begin{bmatrix}1&&&&&&\\&\ddots &&&&&\\&&0&&1&&\\&&&\ddots &&&\\&&1&&0&&\\&&&&&\ddots &\\&&&&&&1\end{bmatrix}}}
Vì vậyTijA là ma trận tạo ra khi đổi chỗ hàng i với hàng j của A.

#### Các tính chất
- Nghịch đảo của ma trận này là chính nó: Tij−1 = Tij.
- Vì định thức của ma trận đơn vị là 1 nên det(Tij) = −1. Suy ra rằng với một ma trận vuông bất kỳ A (với kích thước đúng), ta có det(TijA) = −det(A).

### Phép nhân một hàng với vô hướng
Loại biến đổi sơ cấp trên hàng thứ hai nhân tất cả các phần tử trên hàng thứ i với một vô hướng m khác 0 (thường là một số thực). Ma trận sơ cấp của biến đổi này là ma trận đường chéo, với tất cả phần tử trên đường chéo là số 1 ngoại trừ vị trí thứ i, nơi ở đó là m.
{\displaystyle D_{i}(m)={\begin{bmatrix}1&&&&&&\\&\ddots &&&&&\\&&1&&&&\\&&&m&&&\\&&&&1&&\\&&&&&\ddots &\\&&&&&&1\end{bmatrix}}}
Vì vậy Di(m)A là ma trận được tạo ra từ A bằng cách nhân hàng i  với m.

#### Tính chất
- Nghịch đảo của ma trận này là Di(m)−1 = Di(1/m).
- Ma trận này và nghịch đảo của nó là các ma trận đường chéo.
- det(Di(m)) = m. Vì vậy đối với một ma trận vuông A (với kích thước đúng), ta có det(Di(m)A) = m det(A).

### Phép cộng hàng
Loại biến đổi hàng sơ cấp cuối cùng cộng một bội số m của hàng thứ i vào hàng thứ j. Ma trận sơ cấp của biến đổi này là ma trận đơn vị nhưng với phần tử m ở vị trí (j, i).
{\displaystyle L_{ij}(m)={\begin{bmatrix}1&&&&&&\\&\ddots &&&&&\\&&1&&&&\\&&&\ddots &&&\\&&m&&1&&\\&&&&&\ddots &\\&&&&&&1\end{bmatrix}}}
Vì thế Lij(m)A là ma trận tạo ra từ A bằng cách cộng m lần hàng i vào hàng j. Và ALij(m) là ma trận tạo ra từ A bằng cách cộng thêm m lần hàng j vào cột i.

#### Tính chất
- Phép biến đổi này là một dạng của ánh xạ trượt (shear mapping).
- Nghịch đảo của ma trận sơ cấp này được cho bởi Lij(m)−1 = Lij(−m).
- Ma trận này và nghịch đảo của nó là các ma trận tam giác.
- det(Lij(m)) = 1. Vì thế, đối với một ma trận vuông A với kích cỡ phù hợp ta có det(Lij(m)A) = det(A).
- Phép biến đổi cộng hàng thỏa mãn liên hệ Steinberg.